# Расово (Румъния)
Вижте пояснителната страница за други значения на Расово.
Расово или Расова (на румънски: Rasova) е село в окръг Кюстенджа, Северна Добруджа, Румъния. Селото е център на кметство (комуна), в което влиза още едно село Кокирени. През 2006 година Расово има 4170 жители. Намира се на Дунава.

## Личности
Починали в Расово
- Иван Стефанов Вардев, български военен деец, подпоручик, загинал през Първата световна война[2]